# برسية برودية
برسية برودية (الاسم العلمي:Gnaphalium frigidum) هي نوع من النباتات تتبع جنس البرسية من الفصيلة النجمية.